# Lukas Moodysson
Lukas Moodysson, né le 17 janvier 1969 à Lund, est un réalisateur, scénariste et écrivain suédois.

## Biographie
Né à Lund, Karl Fredrik Lukas Moodysson grandit à Åkarp en Scanie. Il se consacre d'abord à l'écriture, et en particulier la poésie (il publie cinq recueils de poèmes), avant de se tourner vers le cinéma. Après avoir étudié le métier de cinéma[évasif] au Dramatiska Institutet, il tourne trois courts-métrages.
Son premier long-métrage est Fucking Åmål dont l'action se situe à Åmål, une ville décrite comme ennuyeuse. Le film parle de l'amour naissant entre deux adolescentes et lui vaut un Teddy Award en 1999. Son deuxième long-métrage est Together (2000) qui raconte l'histoire d'une communauté hippie dans les années 1970. Il réalise ensuite Lilya 4-ever (2002), où il aborde les thèmes de l'immigration et de la prostitution.
En 2003, The Guardian le classe 11e dans la liste des 40 meilleurs réalisateurs contemporains.
A Hole in my heart, réalisé en 2004, est un film se rapprochant du cinéma expérimental. Il obtient une certification spéciale en Suède à cause de ses images choquantes, et reçoit de mauvaises critiques.
Après Container sorti en 2006, il réalise Mammoth (2009) qui est son premier film en langue anglaise.
Lukas Moodysson est engagé politiquement à gauche et soutient les mouvements féministes, il est aussi avec Stefan Jarl l'un des initiateurs de l'appel « Swedish Film Workers for Peace and Freedom in an Independent Palestine ».

## Filmographie

### Courts métrages
- 1995 : Det var en mörk och stormig natt
- 1996 : En uppgörelse i den undre världen
- 1997 : Bara prata lite

### Longs métrages
- 1998 : Fucking Åmål
- 2000 : Together (Tillsammans)
- 2002 : Lilya 4-ever
- 2003 : Terrorists - the kids they sentenced (Terrorister - en film om dom dömda), documentaire coréalisé avec Stefan Jarl
- 2004 : A Hole in my heart (Ett hål i mitt hjärta)
- 2006 : Container
- 2009 : Mammoth
- 2013 : We Are the Best! (Vi är bäst!)
- 2019 : Gösta (série télévisée)
- 2023 : Together 99 (Tillsammans 99)

## Distinctions
- Berlinale 1999 : Teddy Award pour Fucking Åmål
- Prix Guldbagge 1999 : meilleure réalisation pour Fucking Åmål
- Festival international du film de Gijón 2000 : meilleur réalisateur, meilleur scénario, meilleur film du jury des jeunes pour Together
- Festival international du film de Gijón2002 : meilleur film, meilleur film par le jury des jeunes pour Lilja 4-ever
- Prix Stig Dagerman 2003
- Prix Guldbagge 2003 : meilleure réalisation pour Lilja 4-ever
- Festival international du film de Tokyo 2013 : Grand Prix Sakura